# 1930 în științifico-fantastic
- 1929 în științifico-fantastic — 1930 în științifico-fantastic — 1931 în științifico-fantastic

1930 în științifico-fantastic a implicat o serie de evenimente:

## Nașteri și decese

### Nașteri
- Horia Aramă (d. 2007)
- James Graham Ballard (d. 2009)
- Bryan Berry (d. 1966)
- Edward de Capoulet-Junac
- Lin Carter (d. 1988)
- Irma Chilton (d. 1990)
- David G. Compton
- Gerry Davis (d. 1991)
- H. G. Ewers (d. 2013)
- Raymond Hawkey (d. 2010)
- Edward D. Hoch (d. 2008)
- Fred Hubert
- Ted Hughes (d. 1998)
- Michail Jemzew (d. 2003)
- Jörg von Liebenfelß
- Adam Lukens, Pseudonimul Dianei Detzer (d. 1992)
- R. W. Mackelworth (d. 2000)
- Robert E. Margroff (d. 2015)
- John Morressy (d. 2006)
- Howard L. Myers (d. 1971)
- Fred Saberhagen (d. 2007)
- Robert Stallman (d. 1980)
- Cherry Wilder (d. 2002)
- Marion Zimmer Bradley (d. 1999)
- Péter Zsoldos (d. 1997)

### Decese
- Fanny von Bernstorff (n. 1840)
- Arthur Conan Doyle (n. 1859) a creat figura profesorului Challenger
- Margaret Schubert (n. 1870)
- Max Valier (n. 1895)

## Cărți

### Romane
- Brațul Andromedei de Gib Mihăescu
- Omul de cristal de Nicolae G. Rădulescu-Niger

## Filme
| Titlu                  | Regizor        | Distribuție                                                  | Țara                       | Sub-Gen /Note |
| ---------------------- | -------------- | ------------------------------------------------------------ | -------------------------- | ------------- |
| Alraune                | Richard Oswald | Albert Basserman, Brigitte Helm, Harald Paulsen              | Germania                   |               |
| Just Imagine           | David Butler   | El Brendel, Maureen O'Sullivan, John Garrick, Marjorie White | Statele Unite ale Americii |               |
| The Voice from the Sky | Ben F. Wilson  | Wally Wales, Neva Gerber                                     | Statele Unite ale Americii | Film serial   |
|                        |                |                                                              |                            |               |